# Гімозгонджілі
Гімозгонджілі (груз. გიმოზგონჯილი) — село в Грузії.
За даними перепису населення 2014 року в селі проживає 585 особи.